# Mordella clavicornis
Mordella clavicornis là một loài bọ cánh cứng trong họ Mordellidae. Loài này được Kirby miêu tả khoa học năm 1818.